# Горан Милашиновић
Горан Р. Милашиновић (Ђаково, 26. јун 1958) српски је универзитетски професор и лекар. Милашиновић је редовни професор на Медицинском факултету Универзитета у Београду, лекар специјалиста интерне медицине, кардиолог-електрофизиолог и књижевник.

## Биографија
Завршио је основне (1982), магистарске (1993) и академске докторске студије (2000) на матичном Медицинском факултету у Београду. Од 1989. године је стално запослен на Институту за кардиоваскуларне болести КЦС.

### Наставна и истраживачка активност
Биран је у звање доцента (2004. и 2010. године), ванредног професора (2010. и 2015. године) и у звање редовног професора (2016) за ужу научну област Интерна медицина (кардиологија) на Медицинском факултету Универзитета у Београду.
Највећи број научних радова објавио је у области кардиологије, пејсмејкер терапије, као и терапије поремећаја срчаног ритма. У свом научноистраживачком раду активно је сарађивао са инжењерима, математичарима и физичарима. Одржао је више предавања у иностранству, учесник је и руководилац националних и међународних пројеката, као и међународних мултицентричних студија.

### Руководеће позиције и учешће у одборима
Председник је Националне комисије за сарадњу са Унеском од 2015. године, а обављао је и функцију председника Републичке стручне комисије за израду и имплементацију водича добре праксе. Директор је Пејсмејкер центра КЦС који је у децембру 2018. године прославио јубиларних 50 година постојања. У два мандата (2009-2013 и 2015-2017) обављао је функцију председника радне групе за Пејсинг и ресинхронизацију у Удружењу кардиолога Србије.
Члан је научног и почасног одбора VII Конгреса хипертензије Србије, научног одбора часописа ургентне медицине „Хало 194“ и Зајечарског симпозијума интервентне кардиологије ЗАСИНК 2018 са међународним учешћем под називом „Интервентна кардиологија западног Балкана“.

### Допринос развоју здравства
У 2001. години увео је у Републици Србији ресинхронизациону терапију у лечењу срчане слабости, а у 2004. години је започео са спровођењем едукације и ширењем мреже Пејсмејкер центара у Србији. Такође, од 2004. године спроводи Национални програм за укидање листе чекања за пејсмејкере у Србији, а у 2015. години је имао највећи број имплантација кардиовертер дефибрилатора ICD (енгл. Implantable Cardioverter Defibrilator) и пејсмејкера за ресинхронизациону терапију CRT (енгл. Cardiac Resynchronisation Therapy) у земљи.
Учествује у раду Европског удружења за срчани ритам EHRA (енгл. European Heart Rhythm Association) на изради „Беле књиге аритмија Европе” од 2007. године, а 2009. године је иницирао удружење источноевропских електрофизиолога у саставу EHRA.
Уредник је више националних водича добре клиничке праксе испред Републичке стручне комисије за израду и имплементацију водича добре клиничке праксе при Министарству здравља Републике Србије.

## Књижевно стваралаштво
Прву књигу објавио је 1989. године. Његова књига епистоларне прозе Волтин лук (1996) је настала у сарадњи са Живојином Павловићем, а књигу разговора Два срца (2013) објавио је у сарадњи са Милошем Јевтићем.

### Преглед књижевних дела
Објавио је осам романа, књигу епистоларне прозе, књигу поезије, књигу разговора и збирку прича.
Романи
- Хереклов грех (1999)
- Посматрач мора (2001)
- Камера обскура (2003)
- Апсинт (2005)
- Маске Софије де Монтењ (2007)
- Троугао квадрат (2009)
- Расцепи (2011)
- Случај Винча (2017)

Књига епистоларне прозе
- Волтин лук (са Живојином Павловићем, 1996)

Књига поезије
- Неистражени болови (1989)

Књига разговора
- Два срца (са Милошем Јевтићем, 2013)

Збирка прича
- Лекари (2015)

### Награде и признања за књижевно стваралаштво
Роман Апсинт (2005) је био у финалу за НИН-ову награду године, у најужем избору је био и роман Камера обскура (2003), а у ширем избору роман Хераклов грех (1999).
Додељено му је признање „Златни беочуг” Културно просветне заједнице (КПЗ) Београда 2011. године за трајни допринос култури Београда. За роман Случај Винча (2017) у издању „Лагуне” из Београда добио је награду „Бранко Ћопић” из Фонда Задужбине Бранка Ћопића за дела високе уметничке вредности.